# بستان الحلاوة
بستان الحلاوة قرية سورية في ناحية القدموس في منطقة بانياس التابعة لمحافظة طرطوس.